# Chiesa di Sant'Agostino (Taranto)
Sita nel vicoletto Sant'Agostino, vicino al pendio La Riccia, la chiesa di Sant'Agostino presenta una facciata settecentesca con una struttura molto semplice, richiamando lo stile Rococò.
Due lesene sormontate scandiscono la facciata, nel primo ordine, da capitelli compositi e nel secondo ordine da capitelli ionici rovinati dal tempo. Non è facile ricostruire la storia e la data di costruzione di questo complesso per la scarsità di documenti pervenuti, comunque si presume che sia stato costruito intorno al 1402, data di insediamento dei padri Agostiniani a Taranto.
L'interno, a navata unica, presenta un presbiterio rettangolare separato dalla navata da un arco trionfale; le pareti sono scandite da paraste composite sormontate da un cornicione molto sporgente al di sopra del quale si aprono cinque finestroni per lato; il soffitto, piatto, è stato ricostruito dopo i danni subiti durante la seconda guerra mondiale; una lapide all'ingresso ricorda la riapertura della chiesa dopo 29 anni di chiusura, nel 1956, ad opera del monsignor Bernardi.
L'aula interna presenta tre cappelle per lato. La prima a destra, oggi dedicata a sant'Antonio di Padova in quanto sede che ospitò la Reale confraternita di sant'Antonio di Padova dal 1809 al 2009, era un tempo dedicata a santa Maria delle Grazie.
La seconda cappella presenta un bel crocifisso del Cristo spirante e fu costruita dalla famiglia Calò.
La terza cappella accoglieva la statua della Madonna della Pace, titolare dell'omonima confraternita.
Sul lato opposti vi sono altre cappelle. La prima dedicata a san Nicola da Tolentino dove funziona la Confraternita di san Nicola da Tolentino e sacra cintura, ma che in passato era dedicata alla Madonna della Cintura e infine vi è presente l'altare del suffragio o del Sacro Cuore di Gesù dove è presente una splendida opera in cartepeste leccese opera del Guacci che raffigura Gesù e le anime del Purgatorio.
La chiesa ha l'onore di ospitare la sepoltura di Tommaso Niccolò d'Aquino.
La struttura è visitabile solo la domenica mattina, quando apre per la funzione religiosa.
Il 1º luglio 2010, l'arcivescovo Metropolita di Taranto, Mons. Benigno Luigi Papa, con decreto di nomina del nuovo Rettore, ha voluto riaprire la Chiesa di Sant'Agostino mantenendo lo status di Rettoria. Con la nomina del nuovo Rettore, don Désiré Mpanda Kazadi, la chiesa riapre il 28 agosto 2010, giorno della memoria liturgica di sant'Agostino.